# Кузибоев, Зохир
Зохир Кузибоев (узб. Zohir Qo'ziboyev; род. 11 марта 1986, Карши) — узбекский футболист, нападающий.

## Карьера
В 2011 году играл за клуб первой лиги «Хива». В сезоне 2012 года выступал за «Насаф-2» в первой лиге чемпионата Узбекистана. В составе «Насафа-2» стал вторым бомбардиром сезона-2012 с 25 голами, отстав на один мяч от Хуршида Юлдашева.
В начале 2013 года перешёл в мубарекский «Машал», который в том сезоне также участвовал в первой лиге. В сезоне 2013 Кузибоев стал основным игроком команды и занял второе место в споре бомбардиров первой лиги, забив 20 голов и уступив Фирдавсу Асадову, при этом на втором этапе турнира, где играли сильнейшие команды, Кузибоев стал лучшим снайпером (12 голов). По итогам сезона «Машал» получил путёвку в Высшую лигу чемпионата Узбекистана.
Свой дебютный сезон в Высшей лиге Кузибоев начал в составе того же «Машала». В сезоне 2014 года он занял второе место среди лучших бомбардиров сезона в Высшей лиге, забив 14 голов. Его опередил только полузащитник каршинского «Насафа» Артур Геворкян. Перед началом сезона-2015 планировал перейти в один из клубов Малайзии, но в итоге продлил контракт с «Машалом».

### Карьера в сборной
24 марта 2015 года Зохир Кузибоев был вызван в национальную сборную Узбекистана, которая готовилась к товарищескому матчу против сборной Южной Кореи 27 марта. В своём дебютном матче Кузибоев забил гол в ворота сборной Южной Кореи. Та игра закончилась ничьей со счётом 1:1.

## Достижения
- Чемпион Первой лиги: 2013
- Обладатель Кубка ПФЛ: 2014